# Svenn Kristiansen
Svenn Erik Kristiansen (1940–2024) fue un político noruego (FrP). Representó durante muchos años al FrP en el ayuntamiento de Oslo, y fue vicealcalde y alcalde de Oslo.
Kristiansen se formó como charcutero y más tarde se convirtió en profesor en la Escuela Secundaria Sogn.

## Carrera política
Svenn Erik Kristiansen comenzó su carrera política como político local en Furuset, y fue líder del comité de distrito de Furuset en el período 1986-1991. Entró en el ayuntamiento en 1988 como suplente, y se convirtió en miembro titular desde 1989, entonces como miembro del comité de cultura y educación. Desde 1991 estuvo fuera del ayuntamiento, pero en 1995 regresó como vicealcalde y líder del comité de transporte y medio ambiente. Desde 2003, Kristiansen fue líder del comité de salud y asuntos sociales. Tras la renuncia de Per Ditlev-Simonsen, Kristiansen fue elegido alcalde por el ayuntamiento de Oslo el 29 de agosto de 2007, una posición que mantuvo hasta el 17 de octubre de 2007, cuando Fabian Stang asumió el cargo. Kristiansen dejó el ayuntamiento de Oslo en 2011.
Kristiansen se destacó como un partidario de muchos años del deporte, y trabajó para la construcción de nuevas instalaciones para el deporte de base en Oslo y como un impulsor activo del nuevo Estadio Bislett. También se hizo notar como un defensor de la atención a los ancianos sujeta a la competencia.